# Атлантида (пещера)
Атлантида — карстовая пещера на Украине расположена в долине реки Збруч, неподалёку от села Завалье Каменец-подольского района Хмельницкой области. С 1975 года совместно с территорией общей площадью 10 гектаров геологический памятник природы государственного значения. Подчинён Хмельницкому областному совету по туризму и экскурсиям.

## Описание пещеры
Единственная на территории Подолья пещера с четко выраженным трехэтажным строением. Нижний (первый) этаж представлен высокими и широкими галереями, второй — суженными до 1-1,5 метров полостями, третий — двумя небольшими ходами высотой 5 метров. На пересечении галерей первого и второго этажей есть большие залы (высотой до 12 метров). На стенах, сводах пещеры распространены натечные формы гипса разной расцветки. Встречаются волокнистые кристаллы длиной до 1,5 м. Есть сталактиты и сталагмиты, которые образуют белые, желтоватые, розовые, прозрачные по цвету и разнообразные по форме цветы, звёздочки и сосульки. При освещении они играют всеми красками и создают сказочное впечатление. Пещера имеет отдельные залы (Маков, Золотая осень, Радости, Смеха и другие), галереи (Трёх несчастных, Партизанская), гроты и коридоры (Чёртов хвост). В пещере встречаются редкие виды летучих мышей.

## История исследования
Открыта в 1969 году. Серьёзное изучение пещеры началось осенью 1979 года. Детальная топографическая съёмка проведена спелеологическим отрядом под руководством Климчука А. Б.